# Trochospongilla horrida
Trochospongilla horrida är en svampdjursart som först beskrevs av W. Weltner 1893.  Trochospongilla horrida ingår i släktet Trochospongilla och familjen Spongillidae.
Artens utbredningsområde är havet utanför Tyskland. Inga underarter finns listade i Catalogue of Life.